# Qotogoïds
 (juillet 2016).
Si vous disposez d'ouvrages ou d'articles de référence ou si vous connaissez des sites web de qualité traitant du thème abordé ici, merci de compléter l'article en donnant les références utiles à sa vérifiabilité et en les liant à la section « Notes et références ».
Les Qotogoïds ou Khotgoïds (mongol : ᠬᠣᠲᠣᠭᠣᠶᠢᠳ, VPMC : qotogoyid, cyrillique : Хотгойд, MNS : khotgoid) sont le plus important sous-groupe des Mongols khalkhas et vivant au Nord-Ouest de la Mongolie. Le territoire des Khotogoïds est à peu près délimité à l'ouest par le lac Uvs et à l'est par la rivière Delgermörön à l'Est.

## Histoire
Ils sont arrivés dans cette région au XVIe siècle.
Au XVIIe, en raison de conflits avec leur voisin de la ligue de Zasagtu khan, les Khotogoïds se sont désintégrés et ont cessé d'exister comment entité politique distincte. Ils ont fréquemment été envahis par les autres Khalkha et par les Oïrats.
En 1694, sous le régime des ligues et bannières ils sont organisés dans l'aimag du Zasaghtu Khan de la bannière d'Erdeni Degüregchi Wang (Erdeni Degüregchi Wang khoshuu). Après la révolte de Chingünjav en 1756-57, cette bannière (khoshuu) est divisé en cinq plus petites entités : Erdeni Degüregchi Wang khoshuu, Akhai Beise khoshuu, Mergen Gong khoshuu, Dalai Gong khoshuu et Tsogtoo Wang khoshuu.

## Personnalités
Les plus célèbres d'entre eux pourraient être :
- Ubashi Huang Taizi, également appelé Altan Khan des Khalkha ou Altan Khan des Khotogoid (à ne pas confondre avec le Altan Khan, toumète), qui a soumis les Kirghizes du Ienisseï et repoussé les Oïrats hors de la Mongolie occidentale au XVIIe siècle. Le Khanat khotogoïd n'était pas indépendant mais soumis au Zasagt khan aimag (province du khan Zasagt) des khalkhas.
- Chingünjav (1710 — 1757).